# オブレイ
オブレイ(Obrey)は1951年、エミール・オブレイにより立ち上げられた、フランスのジュエリー及び腕時計のブランドである。

## 歴史
エミール・オブレイは1930年代に最初の宝飾品店を開く。1940年に入り英国にて、自由フランス軍のレジスタンス部隊として任務に就いた後、1951年にマドレーヌ界隈のトロンシェ通りにブランドオブレイとしてブティックを立ち上げる。その後すぐ、高品質と美意識を兼ね揃えた腕時計とジュエリーのコレクションを発表。1966年には才能のあるデザイナー達と共に、ブランドオブレイは銀無垢製の腕時計のコレクションを発表。
1960年～1970年代はオリジナリティーのあるデザインにより、これらの腕時計は人気を博す。この時期に、ファミリービジネスだった企業が国際的な企業へと発展。名高い取扱店を通しアメリカやドイツへと商品を展開する。

## 現状

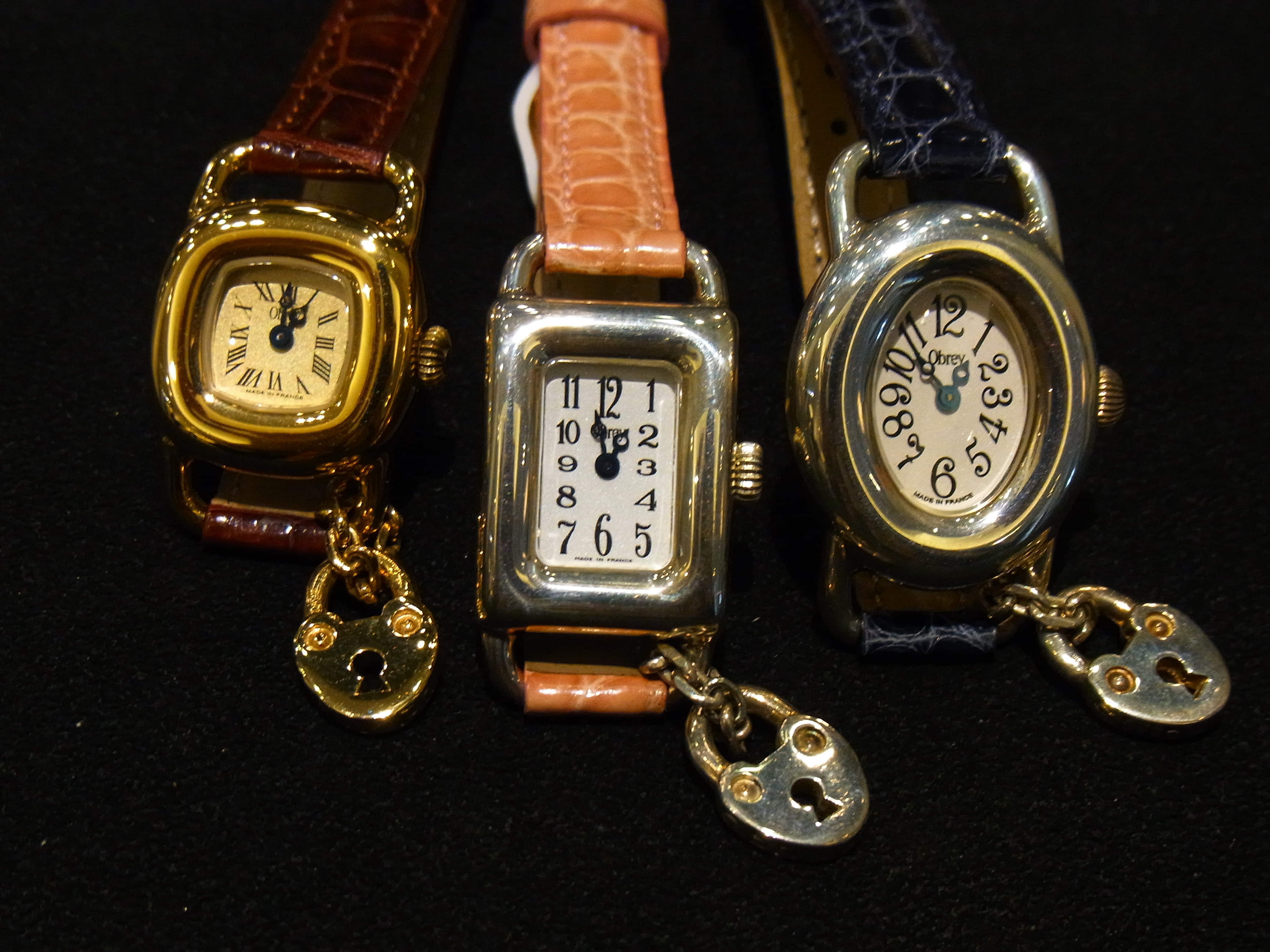
銀無垢製のオブレイウォッチ

ブランドオブレイは常にオブレイファミリーにより経営されており、今日はエミール・オブレイの息子に受け継がれている。オブレイウォッチはフランスで製造され、国際的に評価されている。
日本でも人気が高く、岩井レースが代理店として扱っている。オブレイウォッチにはカスタマイズが出来るというセールスポイントがある。
文字盤、本ワニ革のベルトの色、ブレスレットタイプのチェーンの形と長さを選ぶことができ、自分だけの組合せも可能。ムーブメントはクオーツを使用(スイス製、主にエタムーブメント)。しかしながら目に触れる部分、つまり腕時計のブレスレットタイプのチェーン部分とケースは銀無垢製でハンドメイドである。